# Домантовка
До́мантовка (укр. Домантівка) — село, входит в Сквирский район Киевской области Украины.
Население по переписи 2001 года составляло 266 человек. Почтовый индекс — 09005. Телефонный код — 4568. Занимает площадь 1,28 км². Код КОАТУУ — 3224081801.

## Местный совет
09005, Київська обл., Сквирський р-н, с.Домантівка, вул.Радянська,77